# 紫蓬镇
紫蓬镇，是中华人民共和国安徽省合肥市肥西县下辖的一个乡镇级行政单位。

## 行政区划
紫蓬镇下辖以下地区：
农兴街道社区、燎原社区、农兴社区、永久村、兴庄村、新农村、长刘村、烧脉村、西安村、泗洲村、罗坝村和白衣村。